# Дугласы
Дугласы (англ. Douglas) — шотландский клан и дворянский род, один из самых влиятельных и знаменитых в Шотландии, представители которого важную роль в жизни Шотландии в течение столетий. Девиз клана Дугласов — «Jamais arrière» («Никогда позади»). Основным местом их захоронения долгое время являлась церковь Святой Бригитты в Дугласе. Эта церковь, освящённая в честь Бригитты Ирландской, святой покровительницы Дугласов, содержит усыпальницы многих известных Дугласов, включая Джеймса Дугласа.
Дугласы были предками графов Мортон, Дуглас, Аннандейл, Морей, Ормонд, Ангус и Форфар, а также герцогов Турени, Куинсберри, Бакклейх и Гамильтон. Старший представитель этого дома — Александр Фредерик Дуглас-Хьюм, барон Хирсель, лорд Хьюм (экс-премьер-министр Великобритании), но он не может занять положение вождя клана, так как одновременно является также главой Хьюмов. Поэтому наследником по мужской линии и лидером клана Дугласов является герцог Гамильтон.

## Происхождение
Точное происхождение рода неизвестно. Дэвид Хьюм из Годскрофта приводит семейную легенду Дугласов, в которой сообщается о битве, якобы происшедшей в 767 году между королём скоттов Сольватием и узурпатором Дональдом Баном. Победа склонялась в сторону Дональда, когда вмешательство некоего благородного человека решило битву в пользу Сольватия. Когда король спросил, кто этот рыцарь, ему ответили: Шолто Дуглас (гэльск. Sholto du glasse — «Человек с темным лицом»). В награду король даровал рыцарю земли в графстве Ланарк. Этого Шолто считали прародителем Дугласов. Современные историки признают эти сведения мифическими, хотя упоминание имени Дональд Байн, возможно, является отсылкой к восстанию Дональда Бана Мак-Уильяма, которое могло найти отражение в семейной легенде об узурпаторе Дональде Байне и короле Сольватии. Возможно, Уильям Дуглас принимал участие в подавлении восстания.
По другой версии предком Дугласов был фламандец Теобальд, который в 1147 году получил от аббата Келсо владения в бассейне реки Дуглас Уотер в Клайдсайде. С гэльского название этой реки (Dubh glas) можно перевести как «чёрная вода». Река дала название замку Дуглас, а также и роду. Пол Бальфур в «The Scots Peerage» высказывает сомнение в том, что Теобальд был предком Дугласов, указывая на то, что тот получил земли не в долине реки Дуглас Уотер, а в Лесмахаго; тем не менее в настоящее время фламандская версия происхождения Дугласов считается доказанной

## История рода

### Ранние Дугласы
Возможно, предки Дугласов поселились в известном во время правления Малькольма IV (1153—1165 годы) фламандском поселении в верховьях реки Клайд. Первый достоверно известный представитель рода, Уильям I Дуглас (умер около 1213/1214), был братом (или, по другой версии, шурином) Фрескина из Кердейла, землевладельца в Морее, а оба они, вероятно, были потомками фламандца Фрескина, который получил владения в Морее от короля Давида I. Позже это пожалование было подтверждено для его сына Уильяма королём Малькольмом IV. В пользу общего происхождения обеих семей свидетельствует наличие в них одинаковых имён (Уильям, Хьюго, Арчибальд). Когда 1240-е годы потомки Фрескина унаследовали Ботвелл, их соседями были их дальние родственники — Дугласы.
Впервые Уильям I Дуглас упоминается в хартии, датируемой 1174/1179 годом, о пожаловании епископом Глазго Джоселином аббатству Келсо усадьбы в Глазго. Вероятно в это время Уильям был лэрдом Дугласа, поскольку его младший сын был там пастором около 1202 года. Его семья, по мнению исследователей, занимала заметное положение в Морее, однако никаких свидетельств присутствия Уильяма там не обнаружено, если не считать легенду о его участии в подавлении восстания Дональда Бана. В 1181 году против короля Шотландии Вильгельма I Льва поднял восстание Дональд Бан Мак-Уильям, принадлежавший к роду, претендовавшему на шотландскую корону. У короля хватало проблем, которые мешали справиться с восстанием, но в 1187 году он собрал все силы и двинулся на мятежников в Инвернесс. Однако у него возникли серьёзные проблемы: часть шотландской знати не желала, чтобы их возглавлял король, другая часть знати наоборот требовала, чтобы ими руководил король. Положение спас лорд Галлоуэя Лохланн (Роланд). Он вместе с небольшим отрядом выступил против Дональда Бана и 31 июля 1187 года разбил его неподалёку от Инвернесса, а сам Дональд Бан был убит. Поскольку традиция связывает родоначальника Дугласов с восстанием Дональда Бана, то, вероятно, Уильям был одним из вассалов лорда Галлоуэя и сопровождал его в походе против Дональда Бана. Нет документальных свидетельств, которые подтверждают активное участие Уильяма в подавлении восстания, но после 1187 года Дугласы появляются в поле зрения источников.
Второй сын Уильяма, Брайс (умер в 1222), стал епископом Морея, а наследником стал старший сын, Арчибальд I (умер после 1240). 
От двух сыновей Арчибальда I пошли 2 ветви рода. Уильям II унаследовал родовые владения и титул лорда Дугласа, от второго же сына, Эндрю — второстепенная ветвь. 
В 1263 году два брата Дугласа участвовали в битве при Ларгсе. Уильям Дуглас был губернатором Бервика в период вторжений английского короля Эдуарда I в Шотландию. Его сыновья — Джеймс и Арчибальд Дугласы, стали фактическими основателями могущества рода. Значительные земельные владения, в основном в Южной Шотландии, превратили братьев Дугласов во влиятельных баронов страны.
Сэр Джеймс Дуглас (1286—1330), сын 7-го лорда Дугласа, был одним из главных помощников Роберта Брюса, и за свои многие храбрые деяния был наделен обширными земельными владениями, которые Брюс отобрал после Бэннокберна у Баллиолов. «Добрый Сэр Джеймс» 25 августа 1330 года был убит маврами в Гранаде, в Испании, когда, согласно взятому на себя обету, Джеймс Дуглас и Уильям Синклер везли сердце Брюса в Святую Землю. Джеймс стал родоначальником «Чёрных» Дугласов, графов Дуглас.
Его младший брат, сэр Арчибальд Дуглас (1296—1333), в 1333 году был назначен хранителем (регентом) Шотландии при малолетнем короле Давиде II, но 19 июля 1333 года погиб в битве при Халидон-Хилле. Его сын стал первым графом Дуглас.

### Чёрные Дугласы
Сын регента Арчибальда Дугласа Уильям в 1358 году стал 1-м графом Дуглас. Он сражался при Пуатье, в 1357 году находился в Англии в качестве заложника за короля Давида II, в 1373 году был назначен королём Робертом II наместником пограничных марок. Он убил в поединке сэра Уильяма Дугласа из Лиддесдейла, мотивируя свой вызов сотрудничеством последнего с английским королём. Первый граф Дуглас около 1357 года женился на Маргарет, графине Мар, через брак с которой унаследовал также титул и земли графа Мара.
Владения графов Дуглас располагались, главным образом, в юго-западной части Шотландии, и первоначально включали в себя долину реки Клайд с замком Дуглас. Арчибальд, 3-й граф Дуглас, присоединил к владениям Дугласов Галлоуэй и замок Ботвелл, а 4-й граф Дуглас — Аннандейл. 7-й граф Дуглас добавил к родовым владениям долину реки Эйвон в Лотиане и владения в Бухане и Морее. В результате графы Дуглас стали самым богатыми и влиятельными магнатами Шотландии.
Наследник Уильяма, Джеймс Дугас (1384—1388), 2-й граф Дуглас, был главнокомандующим шотландскими войсками в битве при Оттерберне, в которой с обеих сторон участвовало не менее 10 тыс. человек. В этой битве он погиб, после чего титул и владения графа Дугласа перешли к Арчибальду Свирепому, лорду Галлоуэя, незаконному сыну Джеймса «Черного Дугласа», а незаконный сын 1-го графа получил графство Ангус. Так возникло деление семьи на линии «Чёрных» и «Рыжих Дугласов».
Во времена правления короля Роберта III Арчибальду Дугласу, крупнейшему феодалу страны, так или иначе подчинялось большинство земель Южной Шотландии. В 1361 году он стал констеблем Эдинбурга и в 1369 году был королевским посланником во Францию, заключив в 1371 году франко-шотландский союз. Могущество Дугласа было так велико, что он даже вмешивался в семейные дела королевского дома. Так, ему удалось расстроить помолвку принца Дэвида с Элизабет Данбар, дочерью Джорджа, графа Данбара и Марча. Более того, в 1400 году в результате интриг Дугласа женой принца стала его дочь Марджори Дуглас, а граф Данбар был вынужден бежать в Англию.
Наследником Арчибальда Свирепого был Арчибальд, 4-й граф Дуглас (1400—1424), активный участник войн с Англией. В 1402 году он потерпел поражение от Генри Перси при Хомильдон-Хилле, а в 1403 году — от короля Генриха IV при Шрусбери. Из-за этого в историографии за ним закрепилось прозвище «Неудачник». От французского короля Карла VII за помощь в Столетней войне он получил титул герцога Турени и был убит англичанами при Вернее.
Сын Арчибальда Неудачника, Арчибальд, 5-й граф Дуглас (1424—1439), был регентом Шотландии в 1437—1439 годах при малолетнем Якове II. Его наследникк, Уильям, 6-й граф Дуглас (1439—1440), был убит в 1440 году Крайтонами во время обеда в Эдинбургском замке («Чёрный обед»).
Следующими графами Дуглас были Джеймс, 7-й граф Дуглас (1440—1443), сын Арчибальда Свирепого, и его сын Уильям, 8-й граф Дуглас (1443—1452), сын Джеймса, противник короля Якова II. Он полностью господствовал в областях Галлоуэй, Лотиан, Стерлингшир, Клайдсайд и Аннандейл. Известен случай, когда он в 1449 году, дабы продемонстрировать своё могущество и богатство, явился на свадьбу Якова II со свитой в пять тысяч человек. В 1450 году король Яков II начал планомерное наступление на могущество графов Дугласов. В ответ Уильям заключил союз с английской короной и лордом Островов против короля Шотландии. Однако в феврале 1452 года он был приглашен Яковом II на пир в замок Стерлинг, причём король выдал ему охранную грамоту. Тем не менее после ужина король вдруг разразился обвинениями против Дугласа, внезапно схватил кинжал и ударил его в грудь. Тотчас же один из приближенных короля Патрик Грей ударил Дугласа по голове бердышом, и это был знак для присутствующих гостей, которые, желая показать свою преданность королю, кинулись на истекающего кровью графа и буквально растерзали его.
Джеймс, 9-й граф Дуглас (1452—1455), брат Уильяма, 8-го графа Дугласа, лидер мятежа крупной шотландской аристократии против короля Якова II. Мятеж Дугласов продолжался ещё три года, но 1 мая 1455 года «Чёрные» Дугласы были разгромлены в сражении при Аркингольме, лорд Дуглас был вынужден бежать в Англию, замок Трив был разрушен знаменитой пушкой «Монс-Мэг», а их обширные владения конфискованы в пользу короны.
Позже король передал большую часть владений графов Дуглас Джорджу Дугласу, 4-му графу Ангусу, главе рода «Рыжих Дугласов», родоначальником которой был Джордж Дуглас, 1-й граф Ангус, незаконнорождённый сын 2-го графа Дугласа.

### Рыжие Дугласы
Родоначальником данной ветви стал Джордж Дуглас (1389—1405), незаконный сын Уильяма, 1-го графа Дугласа. Усилиями матери, Марджери Стюарт, графини Ангус, в 1389 году получил от короля Роберта II в своё владение графство Ангус в северо-восточной Шотландии. В дальнейшем графы Ангус расширили свои владения за счет Лиддесдейла и территорий вокруг замка Танталлон в Лотиане (в 1400 году), позже — и ряда владений, конфискованных королём у «Чёрных Дугласов».

### Дугласы из Лотиана и Далкита
Родоначальником этой ветви был Эндрю (умер около 1277), второй сын Арчибальда I Дугласа. Её значение возросло в 1330-х — 1340-х годах благодаря деятельности сэра Уильяма Дугласа из Лотиана, старшего сына Джеймса Дугласа из Лотиана (внука родоначальника), который после гибели в 1333 году своего дальнего родственника Арчибальда Дугласа, хранителя Шотландии, играл важную роль во время Второй войны за независимость Шотландии, но в 1353 году был убит. Многие его поместья захватил убийца — Уильям Дуглас, лорд Дуглас, будущий 1-й граф Дуглас. У Джеймса не было сыновей, но потомство оставил его младший брат, сэр Джон Дуглас, который от брака с Агнес де Грэм, дочерью Джона Грэма из Далкита, Аберкорна и Эксдейла, оставил семерых сыновей и трёх дочерей. Старшим из сыновей, Джеймс Дуглас из Далкита (умер в 1420), стал наследником дяди.
В 1350-е годы у Джеймса не было возможности вернуть законные владения. Но благодаря союзу с дальним родственником Арчибальдом Дугласом, лордом Галлоуэя, ему удалось добиться благосклонности короля Давида II, который в начале 1360-х годов подтвердил права Джеймса на Абердур и ряд других владений дяди, а также пожаловал владения в Аннандейле, а в конце 1369 — начале 1370 года пожаловал ему ещё и земли близ Кингхорна в Файфе, а также подтвердил его права на Далкит и земли в Биле (Галлоуэй).
После смерти Давида II в 1371 году Джеймс женился на бывшей королевской любовнице Агнес Данбар, сестре Джорджа Данбара, графа Марча, получив в приданое владения в Мортоне (Дамфрисшир), Мордингтоне (Берикшир) и Уиттенгеме (Хаддингтоншир). После смерти Анес в 1378 году он породнился с королевской семьёй, женившись на сестре короля Роберта II, что сблизило его с новым монархом, давшим своему шурину ряд привилегий.
После гибели в 1388 году Джеймса Дугласа, 2-го графа Дугласа, Джеймс поддержал претензии на его наследство своего союзника Арчибальда Дугласа и возобновил свои собственные требования на Лиддесдейл и Эксдейл. Вместе с ним он выступил против Джона, графа Каррика (будущего короля Роберта III), перейдя на сторону его политического оппонента Роберта, графа Файфа. Кроме того, его лошадь случайно лягнула хранителя, в результате чего тот стал «немощен» и был вынужден отказаться от должности, которая перешла к графу Файфу. Последний, став хранителем королевства, утвердил Арчибальда новым графом Дугласом, а также частично подтвердил права Джеймса на Лиддесдейл и Эксдейл, которым он фактически управлял в течение 1389 — 1397 годов. Однако 1397 году Джеймс был вынужден отказаться от Лиддесдейла, сохранив только владения в Эксдейле. Несмотря на это, в начале XV века он был одним из крупнейших и богатейших шотландских баронов.
Наследником Джеймса стал его старший сын от брака с Агнес Данбар — Джеймс (умер в 1441), позже получивший титул лорда Далкита. Его внук Джеймс Дуглас получил титул 1-го графа Мортона.
Последним представителем этой ветви был Джеймс Дуглас, 3-й граф Мортон. Он оставил только трёх дочерей. Титул графа Мортона получил муж одной из них — Джеймс Дуглас (около 1525 — 1581), 4-й граф Мортон. Он был вторым сыном Джорджа Дугласа из Питтендрейха, младшего брата Арчибальда Дугласа, 6-го графа Ангуса. Он был регентом Шотландии при малолетнем Якове VI, но 1581 году был казнён по обвинению в соучастии в убийстве лорда Дарнли; его титул и владения были конфискованы. Титул графа Мортона в итоге был передан Арчибальду Дугласу, 8-му графу Ангусу (1555—1588), племяннику покойного графа Мортона. После его смерти титул перешёл к ветви Дугласов из Мортона. 

### Дугласы из Мортона
Родоначальником этой ветви стал Уильям Дуглас (около 1540 — 1606), 6-й граф Мортон, происходивший из ветви Дугласов из Лохливена. Он был старшим сыном Роберт Дуглас из Лохливена и Маргарет Эрскин, любовницы короля Якова V.
Представители этой ветви владеют титулом графа Мортона до сих пор. С 2016 года его носителем является Джон Стюарт Шолто Дуглас, 22-й граф Мортон (родился в 1952).

### Дугласы-Гамильтоны
Уильям Дуглас, 1-й граф Селкирк (1634 — 1694), один из младших сыновей Уильяма Дугласа, 1-го маркиза Дугласа, женился на Анне Гамельтон, дочери Джеймса Гамильтона, 1-го герцога Гамильтона (1632 — 1716), которой в 1657 году были возвращены титулы и владения дяди, Уильяма Гамильтона, 2-го герцога Гамильтона. Таким образом она получила титул герцогини Гамильтон. После реставрации Стюартов в 1660 году Уильям по ходатайству жены изменил фамилию на Дуглас-Гамильтон, став таким образом родоначальником отдельного рода — Дугласов-Гамильтонов.
Этот род разделился на несколько ветвей. Старшая ветвь угасла в 1895 году после смерти Уильяма Дугласа-Гамильтона, 12-го герцога Гамильтона, оставившего только дочь, в результате чего титулы и обеспечивающие их владения перешли к потомкам лорда Энна Гамильтона — одного из младших сыновей Джеймса Гамильтона, 4-го герцога Гамильтона. Представители этой ветви и владеют в настоящее время титулом герцога Гамильтона. Главой рода является Александр Дуглас Дуглас-Гамильтон (родился 31 марта 1978), 16-й герцог Гамильтон. В его титулатуру также входят титулы герцог Брендон, маркиз Клайдсдейл,  маркиз Дуглас, граф Арран и Кембридж, граф Ланарк, граф Ангус, граф Селкирк, барон Даттон, лорд Авен и Иннердейл, лорд Мачансир и Полмонт, лорд Абернети и Джедбург-Форест и лорд Даер и Шортклеуч. Первый наследник герцога в качестве титула учтивости именуется «маркиз Дуглас и Кайдсдейл».

## Представители рода

### Лорды Дуглас

Герб лордов Дуглас до начала XIV века

- Уильям I (умер около 1213[6][15]/1214[5]), лэрд Дуглас, затем лорд Дуглас
- Арчибальд I (умер в 1238/1239), лорд Дуглас с около 1213/1214 года, сын предыдущего[5][6][16].
- Уильям II Длинноногий (умер до 20 октября 1274), лорд Дуглас с 1238/1239, сын предыдущего[5][6][17].
- Уильям III Смелый (умер 9 ноября 1298), лорд Дуглас с 1274 года, сын предыдущего[5][6][18].
- Джеймс Чёрный Дуглас (ок. 1286 — 25 августа 1330), лорд Дуглас с 1298 года, сын предыдущего[6][19].
- Уильям IV (ум. 19 июля 1333), лорд Дуглас с 1330 года, сын предыдущего[6]
- Хьюго Унылый (ок. 1294 — ок. 1347), лорд Дуглас, сын Уильяма III Смелого[6]
  - сэр Уильям Дуглас из Лотиана (около 1300 — 1353), лорд Лиддесдейл с 1342 года, фактически управлявший землями Дугласов до 1346 года, потомок Эндрю Дугласа, младшего сына Арчибальда I[5][9].

### Графы Дуглас

Герб графов Дуглас

- Уильям Дуглас (около 1327 — 1384), лорд Лиддесдейл в 1333—1342 и 1353 — 1370-х годах, лорд Дуглас с 1342 года, 1-й граф Дуглас с 1358 года, граф Мар с 1377 года, племянник предыдущего, сын Арчибальда Дугласа, лорда Лиддесдейла[6][20].
- Джеймс Дуглас (около 1358 — 1388), лорд Лиддесдейл с конца 1370-х годов, 2-й граф Дуглас, граф Мар и лорд Дуглас с 1384 года, сын предыдущего[6][21].
- Арчибальд «Свирепый» Дуглас (около 1320 — 1400), лорд Голлуэй с 1369 года, 3-й граф Дуглас и лорд Дуглас с 1389 года, Лиддесдейл, Эксдейл и Эттрик-Фореста в 1389—1397 годах, незаконнорождённый сын Джеймса Чёрного Дугласа, 5-го лорда Дугласа[22].
- Арчибальд Дуглас (около 1370 — 17 августа 1424), 4-й граф Дуглас с 1340 года, лорд Аннандейл с 1409 года, герцог Туреньский с 1424, сын предыдущего[23].
- Арчибальд Дуглас (около 1390 — 26 июня 1439), 5-й граф Дуглас, лорд Аннандейл и титулярный герцог Туреньский с 1424 года, сын предыдущего[24].
- Уильям Дуглас (1423 — 24 ноября 1440), 6-й граф Дуглас, лорд Аннандейл и титулярный герцог Туреньский с 1439 года, сын предыдущего[25].
- Джеймс Дуглас (1371 — 24 марта 1443), 1-й граф Эвондейл с около 1437 года, 7-й граф Дуглас с 1440 года, сын Арчибальда Дугласа, 3-го графа Дугласа[26].
- Уильям Дуглас (около 1425 — 22 февраля 1452), 8-й граф Дуглас и 2-й граф Эвондейл с 1443 года, лорд Галлоуэй (по праву жены) с 1444 года, сын предыдущего[27].
- Джеймс Дуглас (после 1426—1491), 9-й граф Дуглас и 3-й граф Эвондейл в 1452—1455 годах, брат предыдущего[28].

### Графы Ангус
- Джордж, 1-й граф Ангус (1389—1405), незаконный сын Уильяма, 1-го графа Дугласа, участник битвы при Хомильдон-Хилле.
- Уильям, 2-й граф Ангус (1405—1437), сын Джорджа.
- Джеймс, 3-й граф Ангус (1437—1446), сын Уильяма, участник партии Крайтонов в период борьбы за власть при малолетнем Якове II.
- Джордж, 4-й граф Ангус (1446—1463), сын Уильяма, 2-го графа Ангуса, участник борьбы короля с «Чёрными Дугласами».

После разгрома Яковом II «Чёрных Дугласов» Джордж стал главой всего клана. Его сестра, леди Элизабет, вышла замуж за лорда Александра Форбса, а его дочь, Энн Дуглас, вышла замуж за лорда Уильяма Грэма.
- Арчибальд «Отчаянный», 5-й граф Ангус (1473—1513), сын Джорджа, лидер восстаний шотландских баронов против Якова III.
- Арчибальд, 6-й граф Ангус (1513—1556), внук Арчибальда, 5-го графа Дугласа, лидер про-английской партии и глава регентского совета Шотландии в период несовершеннолетия Якова V.

В 1514 году он женился на вдове Якова IV, Маргарите Тюдор и одно время был регентом Шотландии. Их дочь, леди Маргарет, вышла замуж за графа Леннокса, и их сын Генрих, лорд Дарнли, женился на Марии I Стюарт и был отцом Якова VI. Однако в 1520 году граф Ангус проиграл борьбу Джону Стюарту, герцогу Олбани, и был вынужден бежать во Францию. В 1524 году он вернулся в Шотландию и с 1526 года держал молодого короля Якова V в плену, но, после того как последний в 1528 году стал править самостоятельно, Арчибальд Дуглас уехал в Англию, где жил до смерти короля в 1542 году. В 1547 году он командовал шотландской армией в сражении при Пинки. Внучка 5-го графа Ангуса, Джанет Дуглас, леди Гламис, которую за её происхождение ненавидел король Яков V, была ложно обвинена в отравлении её мужа, 6-го лорда Гламиса, и в 1537 году сожжена на замковом холме в Эдинбурге.
- Дэвид, 7-й граф Ангус (1556—1557), племянник Арчибальда, 6-го графа Дугласа.
- Арчибальд, 8-й граф Ангус (1557—1588), сын Дэвида, лидер пресвитерианской партии и организатор заговоров против короля Якова VI.
- Уильям, 9-й граф Ангус (1588—1591), правнук Арчибальда, 5-го графа Ангуса.
- Уильям, 10-й граф Ангус (1591—1611), сын Уильяма, 9-го графа Ангуса, один из лидеров католической партии при Якове VI.
- Уильям, 11-й граф Ангус (1611—1660), сын Уильяма, 10-го графа Ангуса, с 1633 года — 1-й маркиз Дуглас (см. ниже).

### Маркизы Дуглас
- Уильям Дуглас (1589 — 19 февраля 1660), 11-й граф Ангус с 1611 года, 1-й маркиз Дуглас, 1-й граф Ангус и 1-й лорд Абернети и Джедбург-Форест с 1633 года[29][30].
- Джеймс Дуглас (около 1646 — 25 февраля 1700), 2-й маркиз Дуглас, 2-й граф Ангус и 2-й лорд Абернети и Джедбург-Форест с 1660 года, внук предыдущего[31][32].
- Арчибальд Дуглас (июль/сентябрь 1694 — 21 июля 1761), 3-й маркиз Дуглас, 3-й граф Ангус и 3-й лорд Абернети и Джедбург-Форест с 1700 года, 1-й герцог Дуглас и 1-й виконт Джедбург-Форест с 1703 года сын предыдущего[33][34].

После смерти Арчибальда Дугласа титул маркиза Дугласа унаследовала боковая ветвь семьи, герцоги Гамильтоны.

### Графы Мортон
Одна из младших ветвей дома «Рыжих Дугласов» в 1458 году получила титул графов Мортон. Самым выдающимся представителем этой линии стал Джеймс Дуглас, 4-й граф Мортон, лидер шотландских протестантов второй трети XVI века и регент Шотландии в 1572—1581 годах, в период несовершеннолетия короля Якова VI.

## Дугласы в Швеции и России

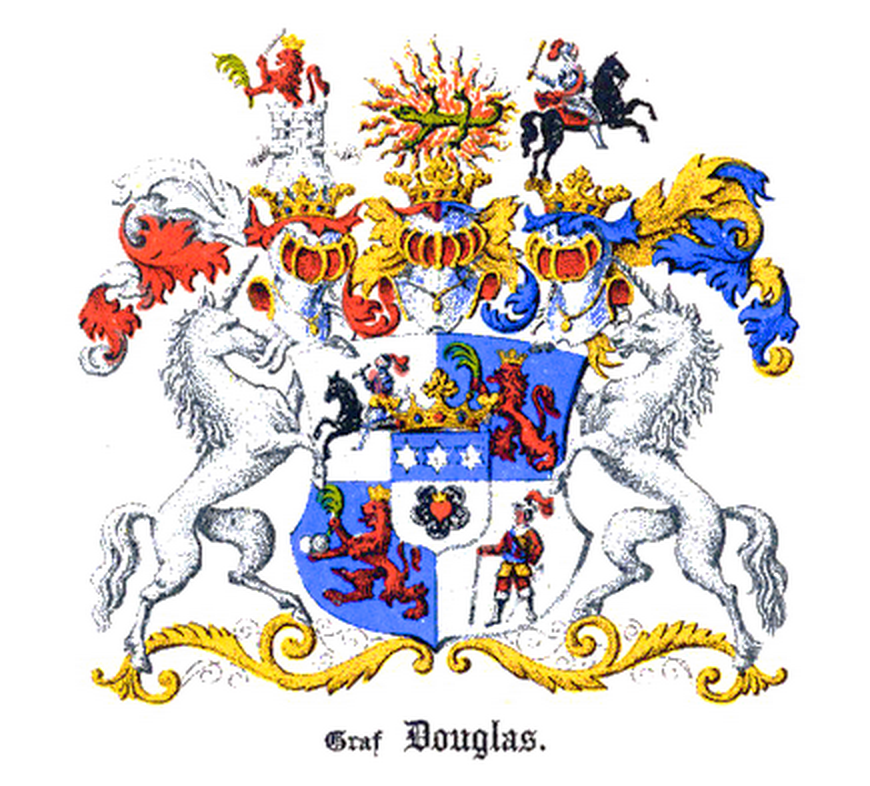
Герб шведских и остзейских Дугласов

Роберт Дуглас (1611—1662), из боковой линии Дуглас-Виттингем, в молодости поступил на службу к Густаву II Адольфу, участвовал в войнах Швеции с Польшей, достиг чина фельдмаршала. Он — родоначальник шведской линии Дугласов.
Его потомок, граф Густав Отто Дуглас, был в Полтавской битве адъютантом фельдмаршала Рёншильда и попал в плен. В 1717 году перешёл на русскую службу, с 1725 года — генерал-лейтенант.

### Описание герба Дугласов в России
по Космолинскому
Щит четверочастный с малым, увенчанным золотой дворянской короной, щитком в середине, в коем в серебряном поле чёрная пятилепестковая роза, обремененная красным, золотом коронованным, сердцем; в голубой главе щитка три серебряных шестиконечных звезды в пояс. 
В первом серебряном поле рыцарь на чёрном коне, в серебряных латах, держащий в правой руке золотой жезл, шарф через плечо, перья на шлеме, седло и упряжь коня красные. Во втором и третьем голубых полях красный коронованный лев, держащий в правой лапе зеленую миртовую ветвь, а в левой два серебряных ядра. В четвертом серебряном поле офицер в костюме середины XVII в., опирающийся правой рукой на трость (колет и штаны красные, кираса с «юбкой» золотая, шарф через правое плечо красно-голубой, шляпа и сапоги серые, перо на шляпе красное, на шее серебряный горжет, на боку шпага). Большой графской короны нет.
Щит увенчан тремя дворянскими коронованными шлемами. Нашлемники: средний — горящая в пламени зелёная саламандра; правый — круглая серебряная башня, из бойниц которой в стороны стреляют пушки, а из зубчатого верха возникает вправо красный коронованный лев, держащий в правой лапе меч, а в левой зелёную миртовую ветвь; левого — скачущий влево рыцарь на чёрном коне, в серебряных латах, держащий в правой руке золотой жезл, шарф через плечо, перья на шлеме, седло и упряжь коня красные. Намет: средний — красный и голубой, подложенный золотом; правый — красный с серебром; левый — голубой с золотом. Щит держат два серебряных единорога.

## Генетика
Был проведён ДНК-анализ тел троих членов клана Дуглас. Все трое относились к гаплогруппе R1a Z93.